# Блуфонци
Блуфонци (у оригиналу The Bluffers) је цртана серија за децу која је приказивана крајем осамдесетих у Југославији. Настала је у Холандији 1984. године, а њен творац је Френк Фемерс.
Радња се дешава у измишљеној шумовитој земљи Блуфонији у којој група разноликих животиња покушава да сачува шуму од злог, ниског и главатог Мистериоза (или Мистер Јозе или у оригиналу Clandestino), који има намеру да уништи шуму и претвори у бетон. Блуфонијом је некада владао мир и спокојство, али доласком Мистериоза тај мир је нарушен. Уз помоћ савремених машина и технологије он покушава да цело шумско царство уништи и прошири свој огромни бетонски дворац у којем се иза седам врата у подруму налази највећа Мистериозова тајна (тајна велике моћи). Блуфонци су опседнути да сазнају ту Мистериозову дуго чувану тајну или the secret of getting it all како се зове у серији, јер верују да ће тиме спасити шуму и свет од пропасти и вратити Блуфонију у првобитно стање.
Свака епизода почињала је реченицом:
"Блуфонија је некада била прекрасна земља, пре него што ју је освојио страшни Мистериозо и претворио је у ово (дворац од бетона). Зашто? Мистериозо се боји да ће Блуфонци открити његову тајну... тајну вееелике моћи."

## Ликови
- Мистериозо (Clandestino), опаки, погрбљени, ниски и главати човек, главни непријатељ Блуфонаца. Он има малог пса пратиоца који му увек у последњем тренутку поквари планове, јер је потајно на страни Блуфонаца, али страхује да ће остати без свог дома, огромног бетонског дворца у којем живи Мистериозо
- Лимени (Silicone), паметни и одани, али помало неспретни Мистериозов слуга-робот и батлер.
- Зок, мудра сова (скраћено од Zokrates, пародија на Сократа), која је одевена у тогу са ловором на глави, која поседује Књигу знања.
- Зип (Zipper), плава веверица
- Иванчица (Blossom), ружичаста мишица са наранџастом косом која је заљубљена у Зипа, али он то не примећује.
- Медени (Honney boy), симпатични медвед којем око главе увек лете пчеле
- Боро (Prickly Pine), ратоборни јеж увек спреман за тучу.
- Женшен (Ginseng) - гуска
- Психо, змија
- Регал, орао
- Лука, (Sharpy), црвена лисица.

У Србији је приказано тринаест епизода у трајању од по петнаест минута у продукцији и синхронизацији Телевизије Нови Сад. Серија је укинута, тако да никада није откривено која је то Мистериозова тајна велике моћи.